# Heinrich Langes
Heinrich Langes (* 23. April 1904; † 30. November 1968) war ein deutscher Verwaltungsbeamter und Politiker (CDU). Er war von 1954 bis 1956 Oberbürgermeister der Stadt Hamm.

## Leben
Heinrich Langes durchlief eine Beamtenlaufbahn in der Hammer Justizverwaltung und war zuletzt Oberamtmann. Er trat in die CDU ein und war von 1956 bis 1960 Vorsitzender der CDU Hamm. 1952 wurde er in den Rat der Stadt Hamm gewählt und war dort von 1956 bis 1963 Vorsitzender der CDU-Fraktion. Von 1954 bis 1956 amtierte er als Oberbürgermeister. 1963 wurde er zum Ersten Bürgermeister (Stellvertreter des Oberbürgermeisters) gewählt und führte das Amt bis zum Jahre 1964 aus.